# Квинт Марций Турбон
Квинт Марций Турбон Фронтон Публиций Север (на латински: Quintus Marcius Turbo Fronto Publicius Severus) e римски политик, военачалник и преториански префект през 118 г. по времето на императорите Траян и Адриан.

## Биография
Той произлиза от старата римска фамилия Марции.
Около 95 г. Турбон е центурион в II Спомагателен легион в Аквинкум и оттогава сприятелен с Адриан, който по това време е управител на Долна Панония, (Pannonia inferior). От 110/111 до 113 г. той е като procurator ludi magni директор на най-голямото гладиаторско училище в Рим. След това той става през лятото 113 г. praefectus classis Misenensis (префект на флотата от Мизенум). Той участва като такъв в партската война на Траян през 114 – 116 г. и получава за заслугите си там dona militaria. Като флотски префект той е от 116/117 г. до късното лято на 117 г. при потушаването на юдейските въстания (Вавилонски бунт) в Египет и Киренайка. От началото на есента 117 до началото на 118 г. той участва в акция за заздравяване на дисциплината в Мавритания.
След това през 118/119 г. той трябва да се справи с язигите, които сериозно заплашват новата провинция Дакия. Затова той получава авторитета над Горна Дакия и Долна Панония. През 118 г. той е произведен на преториански префект. За това време е известно само, че е много работлив.